# Georg Pekmezi

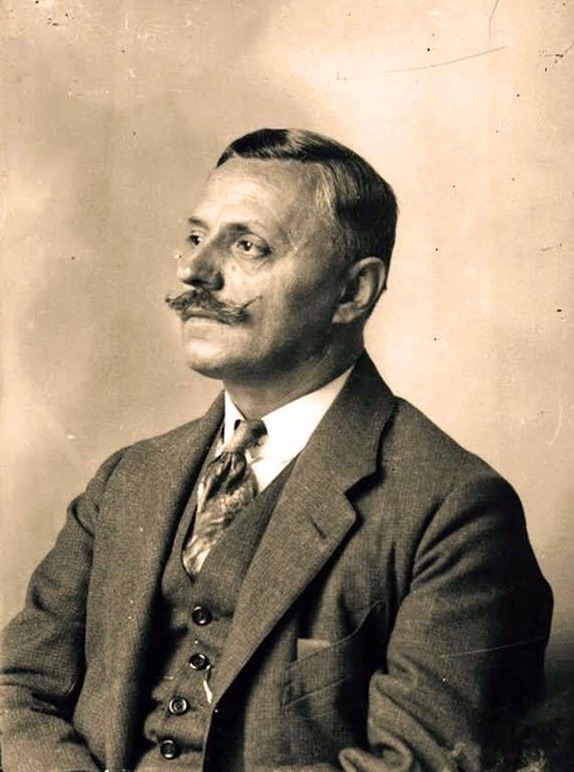
Georg Pekmezi

Georg Pekmezi (* 23. April 1872 in Tushemisht bei Pogradec; † 24. Februar 1938 in Wien) war ein albanischer Sprachwissenschaftler und Publizist. Fast 40 Jahre seines Lebens lehrte und erforschte er an der Universität Wien die albanische Sprache. Zusammen mit Maximilian Lambertz veröffentlichte Pekmezi das erste Albanisch-Lehrbuch für deutschsprachige Schüler.

## Leben
Geboren in Tushemisht am Ohridsee besuchte Pekmezi seit 1884 das Gymnasium in Monastir. Von 1890 bis 1894 studierte er in Belgrad, um anschließend nach Wien zu wechseln. Nach Abschluss seiner Studien im Jahr 1898 begann er an der Wiener Universität, Albanisch zu unterrichten. Gleichzeitig war er an Forschungen zur albanischen Sprache beteiligt. 1901 veröffentlichte er einen Bericht zum mittelalbanischen Dialekt von Elbasan, 1908 folgte seine Grammatik der albanesischen Sprache und im Jahr darauf erschien eine Albanische Bibliographie, an der Pekmezi als Co-Autor mitgewirkt hatte.
Nicht zuletzt wegen des intensiven diplomatischen Engagements Österreich-Ungarns in Albanien entstand der Bedarf für einen praktischen Sprachführer. Einen solchen konnte Pekmezi 1913 in Druck geben. Im selben Jahr erschien auch das gemeinsam mit Maximilian Lambertz erarbeitete Lehr- und Lesebuch des Albanischen.
Nachdem die österreichisch-ungarische Armee im Ersten Weltkrieg Nord- und Mittelalbanien besetzt hatte, wurde Pekmezi Mitglied der Albanischen Literarischen Kommission in Shkodra. Dieses von den Besatzungsbehörden eingesetzte Gremium sollte die Entwicklung der Publizistik und des Schulwesens in albanischer Sprache fördern. Wohl nicht zuletzt unter dem Einfluss des aus dem Süden stammenden Pekmezi entschied sich die Kommission, den südgegischen Dialekt von Elbasan als Grundlage für die albanische Schriftsprache zu benutzen, obwohl viele ihrer Mitglieder bisher im Dialekt von Shkodra geschrieben hatten.
Nach Kriegsende kehrte Pekmezi nach Wien zurück, wo er seine Arbeit an der Universität fortsetzte. In den Jahren 1920 bis 1924 und 1926 bis 1928 war er albanischer Konsul in Österreich. 1928 wurde er zum Professor für Albanisch am Indogermanischen Institut der Universität Wien ernannt. Diese Stelle bekleidete er bis zu seinem Tod im Jahr 1938.

## Werke
- Grammatik der albanesischen Sprache. Laut- und Formenlehre. (1908)
- Albanesische Bibliographie. (zusammen mit F. Manek & A. Stotz, 1909)
- Sprachführer zur schnellen Erlernung der albanischen Sprache (zusammen mit F. Manek & H. Mossi, 1913)
- Lehr- und Lesebuch des Albanischen. (zusammen mit M. Lambertz, 1913)
- Albanische Sprüche und Redensarten. (zusammen mit N. Rotta, 1914)
- Bleta Shqypetare e Thimi Mitkos. (1924)